# علوم نظام الأرض

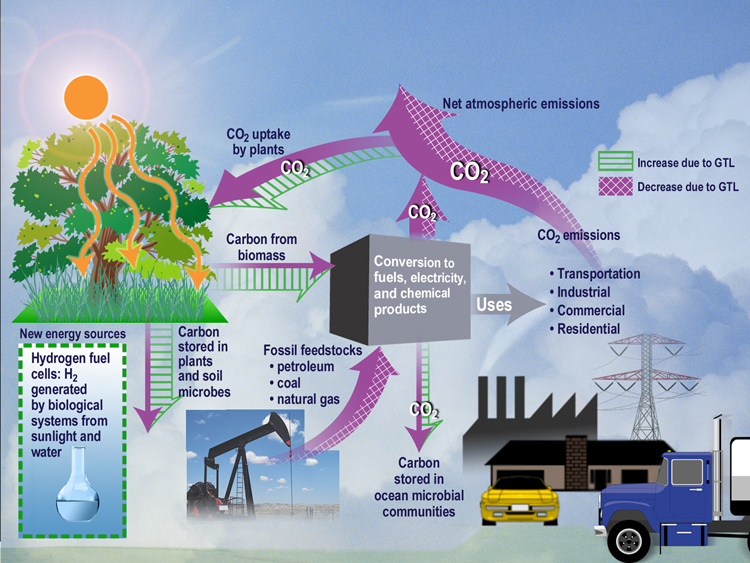
تحليل بيئي لثاني أكسيد الكربون في النظام البيئي وباعتبارها بيولوجيا النظم تسعى النظم الإيكولوجية إلى رؤية شاملة للتفاعلات والمعاملات داخل النظم البيولوجية والإيكولوجية وفيما بينها.

علم النظام الأرضي (ESS) هو تطبيق علم النظم على علوم الأرض. وهي تنظر على وجه الخصوص في التفاعلات بين «مجالات» الأرض - الغلاف الجوي والغلاف المائي والغلاف الجليدي  والغلاف الأرضي والغلاف الجوي والغلاف الحيوي وحتى الغلاف المغنطيسي - وكذلك تأثير المجتمعات البشرية على هذه المكونات. وعلى نطاق أوسع يجمع علم نظام الأرض الباحثين في كل من العلوم الطبيعية والاجتماعية من مجالات تشمل علم البيئة والاقتصاد والجيولوجيا والجليديات والأرصاد الجوية وعلم المحيطات وعلم الحفريات وعلم الاجتماع وعلوم الفضاء. وعلى غرار الموضوع الأوسع لعلوم النظم، يفترض علم نظام الأرض نظرة شمولية للتفاعل الديناميكي بين مجالات الأرض ونظمها الفرعية المكونة من العديد من النظم وما ينتج عنها من تطور في هذه النظم وتطورها، واستقرارها أو عدم استقرارها. وتشمل مجموعات فرعية من علم النظام الأرضي جيولوجيا النظم  وبيئة النظم  والعديد من جوانب علم النظام الأرضي أساسية لموضوع الجغرافيا الفيزيائية  وعلم المناخ.

## التعريف
ويقدم مركز موارد التعليم العلمي كلية كارلتون الوصف التالي: «يشمل علم نظام الأرض الكيمياء والفيزياء وعلم الأحياء والرياضيات والعلوم التطبيقية في تجاوز الحدود التأديبية لمعالجة الأرض كنظام متكامل وهو يسعى إلى فهم أعمق للمادية والتفاعلات الكيميائية والبيولوجية والإنسانية التي تحدد حالة الأرض في الماضي والحاضر والمستقبل.وعلوم نظام الأرض يوفر أساسا ماليا لفهم العالم الذي نعيش فيه والتي تسعى البشرية لتحقيق الاستدامة».

## المنشأ
لآلاف السنين تكهن البشر كيف تتجمع العناصر المادية والمعيشة على سطح الأرض مع الآلهة والإلهات في كثير من الأحيان تتجسد لتجسيد عناصر محددة. فكرة أن الأرض هي نفسها كانت موضوعا منتظما للفلسفة والدين اليونانيين. بدأت التفسيرات العلمية الأولى لنظام الأرض في مجال الجيولوجيا في البداية في الشرق الأوسط  والصين  وركزت إلى حد كبير على جوانب مثل عمر الأرض والعمليات الواسعة النطاق التي تدخل في الجبال والجبل المحيط، ومع تطور الجيولوجيا كعلوم ازداد فهم التفاعل بين مختلف جوانب نظام الأرض مما أدى إلى إدراج عوامل مثل سطح الأرض وجيولوجيا الكواكب وأنظمة المعيشة.
في كثير من النواحي يمكن رؤية المفاهيم الأساسية لعلم نظام الأرض في التفسيرات الشاملة للطبيعة التي يروج لها الجغرافي في القرن التاسع عشر ألكسندر فون همبولدت. في القرن العشرين رأى فلاديمير فيرنادسكي (1863-1945) عمل المحيط الحيوي كقوة جيولوجية تولد اختلالا ديناميكيا مما عزز بدوره تنوع الحياة. وفي منتصف الستينيات من القرن العشرين قام جيمس لوفيلوك أولا بفرض دور تنظيمي للمحيط الحيوي في آليات التغذية المرتدة داخل نظام الأرض. في وقت لاحق سميت لوفلوك بفرضية غايا  ثم طور النظرية مع نظري التطور التطوري الأمريكي لين مارغليس خلال السبعينيات. . وفي موازاة ذلك كان مجال علم النظم يتطور عبر العديد من المجالات العلمية الأخرى مدفوعا جزئيا بزيادة توافر وقوة الحواسيب وأدى إلى تطوير نماذج مناخية بدأت تسمح بإجراء محاكاة تفصيلية وتفاعلية لطقس الأرض والمناخ. وأدى التمديد اللاحق لهذه النماذج إلى تطوير «نماذج النظام الأرضي» التي تشمل جوانب مثل الغلاف الجليدي والمحيط الحيوي.
وباعتبارها مجالا تكامليا فإن علم نظام الأرض يفترض تاريخ مجموعة واسعة من التخصصات العلمية ولكن كدراسة منفصلة تطورت في الثمانينيات ولا سيما في ناسا حيث شكلت لجنة تسمى لجنة علوم نظام الأرض في عام 1983. تقارير أقرب من ناسا ESSC: نظرة عامة (1986) وعلم نظام الأرض (1988) معلما بارزا في التطور الرسمي لعلوم نظام الأرض. وقد أكدت الأعمال المبكرة التي تناقش علوم نظام الأرض مثل تقارير ناسا هذه بوجه عام الآثار البشرية المتزايدة على نظام الأرض كمحرك رئيسي للحاجة إلى تكامل أكبر بين الحياة والجغرافيا مما يجعل أصول علوم الأرض متوازية مع بدايات دراسات وبرامج التغيير العالمي.

## علم المناخ

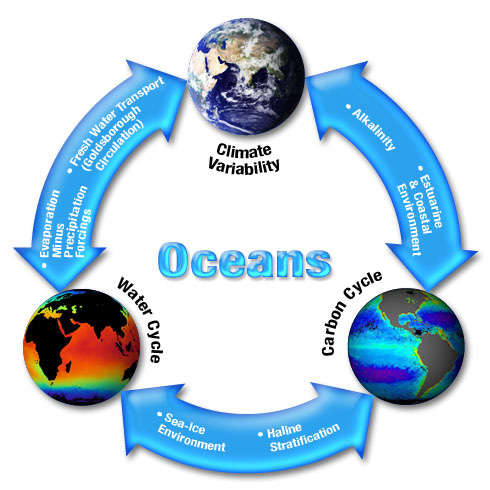
التفاعل الديناميكي للمحيطات الأرض والمناخية والنظم الجيوكيميائية.

وقد كان علم المناخ وتغير المناخ مركزيا في علم نظام الأرض منذ إنشائه، كما يتضح من المكان البارز الذي يعطى لتغير المناخ في تقارير ناسا الأولى التي نوقشت أعلاه. والنظام المناخي للأرض هو مثال رئيسي على الملكية الناشئة للنظام الكوكبي كله الذي لا يمكن فهمه تماما دون اعتباره كيانا متكاملا واحدا. كما أنها ملك للنظام الذي تنمو فيه الآثار البشرية بسرعة في العقود الأخيرة، مما يعطي أهمية كبيرة للنجاح في تطوير وتقدم أبحاث علوم الأرض. وكمثال واحد على مركزية علم المناخ في هذا المجال فإن عالم المناخ الأمريكي الرائد مايكل إ. مان هو مدير أحد أقدم مراكز أبحاث علوم الأرض ومركز علوم نظام الأرض في جامعة ولاية بنسلفانيا وبيان مهمته «يحتفظ مركز علوم نظام الأرض (ESSC) بمهمة لوصف ونموذج وفهم النظام المناخي للأرض».

## العلاقة بفرضية غايا
وتفترض فرضية غايا أن النظم الحية تتفاعل مع المكونات الفيزيائية لنظام الأرض لتشكيل كامل التنظيم الذاتي الذي يحافظ على الظروف المواتية للحياة. وضعت الفرضية في البداية من قبل جيمس لوفلوك، تحاول الفكرة النظر في الملامح الرئيسية لنظام الأرض بما في ذلك فترة طويلة (عدة مليارات سنة) من الظروف المناخية المواتية نسبيا في ظل خلفية متزايدة من الإشعاع الشمسي. ونتيجة لذلك، فإن فرضية غايا لها آثار مهمة على علوم نظام الأرض كما أشار مدير علوم الكواكب في ناسا جيمس غرين في أكتوبر 2010: «لعب الدكتور لوفلوك والدكتور مارغليس دورا رئيسيا في أصول ما نعرفه الآن علوم نظام الأرض».
على الرغم من أن فرضية غايا وعلوم نظام الأرض تأخذ نهجا متعدد التخصصات لدراسة عمليات النظم على نطاق كوكبي  فهي ليست مرادفة لبعضها البعض. وقد تم اقتراح عدد من آليات التغذية المرتدة غاي المحتملة - مثل فرضية كلاو  - ولكن الفرضية لا تحظى بدعم عالمي في المجتمع العلمي  على الرغم من أنها لا تزال نشطة.

## التعليم
ويمكن دراسة علوم نظام الأرض على مستوى الدراسات العليا في بعض الجامعات مع برامج ملحوظة في مؤسسات مثل جامعة بنسلفانيا وجامعة ستانفورد وجامعة كاليفورنيا سانتا كروز. وفي مجال التعليم العام عقد الاتحاد الجيوفيزيائي الأمريكي، بالتعاون مع اتحاد كيك جيولوغي وبدعم من خمس شعب داخل المؤسسة الوطنية للعلوم حلقة عمل في عام 1996 «لتحديد الأهداف التعليمية المشتركة بين جميع التخصصات في علوم الأرض». وأشار المشاركون في تقريره إلى أن «المجالات التي تشكل علوم الأرض وعلوم الفضاء تشهد حاليا تقدما كبيرا يعزز فهم الأرض باعتبارها عددا من النظم المترابطة». واعترافا منها بنهج هذا النظام أوصى تقرير حلقة العمل بوضع منهج لعلم علوم الأرض بدعم من المؤسسة الوطنية للعلوم. وفي عام 2000 بدأ تحالف تعليم علوم الأرض ويشمل حاليا مشاركة أكثر من 40 مؤسسة حيث أنجز أكثر من 000 3 معلم دورة دراسية في مجال العلوم البيئية والاجتماعية اعتبارا من خريف عام 2009 .